# Deeply
Deeply es una película de 2000 con Julia Brendler, Lynn Redgrave y Kirsten Dunst dirigida por Sheria Eldwood.

## Sinopsis
Claire McKay, después de haber sufrido la muerte de su novio, es llevada por su madre a Ironbound Island con la esperanza de que el tiempo fuera de la ciudad le permita recuperarse emocionalmente. 
En la isla donde nació su madre, Claire conoce a una excéntrica escritora, Celia, quien en flashbacks relata su propia historia como una adolescente afligida en 1949. Celia, Silly en los flashbacks, es la próxima víctima elegida de una maldición vikinga que se colocó en la isla hace siglos cuando su drakkar se hundió en la bahía.
La naturaleza de la maldición es tal que un "elegido" nace cada cincuenta años, y está destinado a morir en el mar para que los peces de los que depende la isla continúen regresando. Durante los flashbacks, Silly descubre una lista de víctimas pasadas y que ella es la siguiente. Sin embargo, al final, Silly no es reclamada por el mar, sino que se lleva a su amante. El narrador dice algo al efecto de qué mejor alternativa a tomar a la elegida que tomar a su amante en su lugar, dejándola con el dolor. Mientras Celia cuenta su propia historia de amor y pérdida, Claire finalmente se somete a una catarsis y vuelve a tocar el violín que no ha tocado desde su propia pérdida. 
Los clips finales de la película muestran un banco de peces, lo que apunta al hecho de que los peces efectivamente regresan a la isla.

## Elenco
- Julia Brendler como Claire McKay.
- Lynn Redgrave como Celia.
- Kirsten Dunst como Silly.
- Trent Ford como James.
- Brent Carver como Porter.
- Alberta Watson como Fiona McKay.
- Peter Donaldson como el doctor Stone
- Daniel Brühl como Jay.

## Producción
La película se rodó en East Ironbound Island, Nueva Escocia.